# Хёне, Густав
Густав Хёне (нем. Gustav Höhne; 17 февраля 1893 — 1 июля 1951) — немецкий офицер, участник Первой и Второй мировых войн, генерал пехоты, кавалер Рыцарского креста с Дубовыми листьями.

## Начало военной карьеры
В марте 1911 года поступил на военную службу, фанен-юнкером (кандидат в офицеры), в пехотный полк. С августа 1912 года — лейтенант.

## Первая мировая война
Командовал пехотной ротой. С января 1916 года — старший лейтенант. За время войны награждён Железными крестами обеих степеней и ещё двумя орденами. Дважды был ранен.

## Между мировыми войнами
Продолжил службу в рейхсвере. К началу Второй мировой войны — командир пехотного полка, полковник.

## Вторая мировая война
В сентябре - октябре 1939 года — участвовал в Польской кампании. Награждён планками к Железным крестам обеих степеней (повторное награждение).
В мае - июне 1940 года участвовал во Французской кампании. С августа 1940 года — генерал-майор.
С октября 1940 года — командир 8-й пехотной дивизии.
С 22 июня 1941 года — участвовал в германо-советской войне. Бои в Белоруссии. 30 июня 1941 года награждён Рыцарским крестом (№ 325). Затем бои на Московском направлении.
В 1942 году — бои в районе Демянска. 1 августа 1942 года — Хёне произведён в генерал-лейтенанты. С 28 ноября 1942 года — командующий корпусом «Лаукс» (в районе Демянска).
С марта 1943 года — командующий группой «Хёне». С мая 1943 года — в звании генерала пехоты, награждён Дубовыми листьями (№ 238) к Рыцарскому кресту. С 20 июля 1943 года — командующий 8-м армейским корпусом (в районе Старой Руссы).
Осенью 1944 года — в командном резерве. С 15 ноября 1944 года — командующий корпусом «Денер» (на Западном фронте). С 1 декабря 1944 года — командующий 89-м армейским корпусом (в Сааре).
8 мая 1945 года — взят в американский плен.

## Награды
- Железный крест 2-го класса (23 сентября 1914) (Королевство Пруссия)
- Железный крест 1-го класса (31 августа 1915)
- Королевский орден Дома Гогенцоллернов рыцарский крест с мечами (Королевство Пруссия)
- Ганзейский крест Гамбурга
- Нагрудный знак «За ранение» (1918) в серебре
- Почётный крест Первой мировой войны 1914/1918 с мечами
- Медаль «В память 1 октября 1938 года» с пряжкой «Пражский замок»
- Пряжка к Железному кресту 2-го класса (24 сентября 1939)
- Пряжка к Железному кресту 1-го класса (20 октября 1939)
- Рыцарский крест Железного креста с дубовыми листьями
  - рыцарский крест (30 июня 1941)
  - дубовые листья (№ 238) (17 мая 1943)